# Incident de Simferopol
Notes
les parties contestent les causes des pertes
Annexion de la Crimée par la Russie en 2014
(fait partie de la Guerre russo-ukrainienne)
Batailles
- Euromaïdan
- Révolution de la Dignité
- Manifestations anti-Maïdan

Annexion de la Crimée
- Invasion russe de la Crimée
- Prise du Parlement de Crimée
- Prise de la base navale sud
- Incident de Simferopol
- Occupation russe de la Crimée

Troubles pro-russes
- Odessa
- Troubles pro-russes à Kharkiv (uk)
- Troubles pro-russes à Louhansk (uk)
- Affrontement de la rue Rymarska
- Proclamation de la république de Crimée
- Prise de Donetsk
- Proclamation de la RP de Donetsk
- Proclamation de la RP d'Odessa (hu)
- Proclamation de la RP de Lougansk
- Affrontements à Odessa du 2 mai (uk)
- Incendie de la Maison des syndicats d'Odessa

Guerre du Donbass
- Sloviansk
- Kramatorsk
- Artemivsk
- Marioupol
- Karlivka
- 1re Donetsk
- Louhansk
- Krasnyi Lyman
- Il-76
- Chyrokyne
- Frontière
- Saour-Mogyla
- Horlivka
- Vol Malaysia Airlines 17
- 2e Donetsk
- Loutouhyne
- Ilovaïsk
- Novoazovsk
- 3e Donetsk
- 32e barrage
- Volnovakha
- Debaltseve
- Marïnka
- Avdiïvka

Le 18 mars 2014,  un soldat ukrainien et un paramilitaire cosaque russe ont été tués dans le premier cas d’effusion de sang pendant la guerre russo-ukrainienne et l’occupation russe de la Crimée.
Les médias russes et les autorités de Crimée ont déclaré le lendemain qu'un Ukrainien de 17 ans avait été arrêté, mais le lendemain, le procureur de Crimée a nié toute arrestation.
Aucun récit de cet événement n'a pu être vérifié de manière indépendante. Les autorités ukrainiennes et criméennes ont fourni des informations contradictoires sur l'événement,. Les deux victimes ont eu des funérailles communes, auxquelles ont assisté les autorités criméennes et ukrainiennes. L'incident fait toujours l'objet d'une enquête menée par les autorités criméennes et l'armée ukrainienne,,.

## Version ukrainienne

### Prise d'assaut d'une installation militaire ukrainienne
Le 18 mars 2014, à 15 heures, 15 hommes armés, masqués et vêtus d'uniformes russes sans insignes, ont pris d'assaut le 13e Centre photogrammétrique de l'Administration centrale militaire, topographique et de navigation à Simferopol, en Crimée,. La base était administrée par des soldats ukrainiens et était complètement encerclée par les troupes russes et les forces d'autodéfense de Crimée depuis le 13 mars. Les forces russes ont exigé que la garnison livre la base, faute de quoi il s'en emparerait par la force.
Bien que l'origine de l'incident reste incertaine, des rapports font état d'un membre des forces d'autodéfense pro-russes tentant d'escalader un mur pour pénétrer dans l'enceinte de la base, et se voyant ordonner de reculer par des gardes ukrainiens. La situation a dégénéré en échanges de tirs à balles réelles entre les deux camps et en l'assaut contre la base elle-même. Cependant, des témoignages de civils indiquent avoir vu des troupes d'autodéfense et des miliciens se préparer à un assaut de la base avant toute confrontation.
Le soldat Serhiy Kokurin, un officier subalterne ukrainien qui occupait une tour de guet et surveillait un parc à automobile sur la base, a été mortellement blessé au cou lors de la fusillade. Un deuxième militaire ukrainien a été touché au cou et évacué. Les ambulances ont été autorisées à accéder aux lieux par les troupes d'autodéfense, qui ont fermé la base aux journalistes. Ce décès a marqué la première victime militaire depuis la prise de contrôle russe de la Crimée. Outre l'officier, un volontaire d'origine russe a été tué par les autorités de Crimée, bien qu'il ne soit pas clair s'il a été tué par des troupes ukrainiennes résistantes ou par un tir ami accidentel (les deux cas ont été signalés).
L'assaut a suivi avec la prise du parc à automobile situé dans l'enceinte de la base et du centre de commandement ukrainien. Selon des civils et des journalistes présents sur les lieux, un total de 15 soldats sans insignes, armés de fusils de chasse et d'AK-47, ont participé à l'assaut, appuyés par deux véhicules militaires arborant le drapeau russe. Un soldat ukrainien en patrouille dans le parc a été battu par des membres de forces d'autodéfense avec une paire de barres de fer lors de l'assaut. L'état du soldat a été signalé comme grave, selon les rapports militaires.
Les tirs se sont poursuivis jusqu'à la capture du commandant ukrainien, le colonel Andriy Andryushyn. Il a été pris en otage, avec plusieurs autres soldats, afin de pénétrer dans le bâtiment nautique de la base, où le personnel ukrainien restant s'était barricadé au deuxième étage, refusant de se rendre. Le commandant ukrainien a été interrogé par les troupes russes et aurait ensuite déclaré sa défection au profit du « Peuple de Crimée ».
Les négociations sur la reddition du bâtiment nautique et des troupes ukrainiennes à l'intérieur se sont poursuivies jusqu'à tard le soir, date à laquelle des pourparlers ont eu lieu sur leur reddition. Au total, 18 soldats ukrainiens restants ont été arrêtés par des hommes armés. Les soldats ont été placés en rangées et toutes leurs marques d'identification, armes et argent ont été confisqués à la demande de la police de Crimée,,,,. Le 24 mars, les soldats ukrainiens restants qui avaient été capturés lors de l'incident ont été libérés, sains et saufs.

### Réactions du gouvernement
Le Premier ministre ukrainien par intérim, Arseni Iatseniouk, a accusé la Russie de crime de guerre suite à cet incident: « Aujourd'hui, des soldats russes ont commencé à tirer sur des militaires ukrainiens, ce qui constitue un crime de guerre imprescriptible». Le président ukrainien par intérim, Oleksandr Tourtchynov, a laissé entendre que l'annexion russe de la Crimée passait d'une phase politique à une phase militaire, suite à l'annonce de la mort d'un militaire. Il a donné l'ordre, dans la nuit du 18 mars, d'autoriser les soldats ukrainiens à utiliser leurs armes pour se défendre. Le gouvernement ukrainien a publié une déclaration affirmant que les mesures prises par la Russie rappelaient celles prises par l'Allemagne nazie et ses annexions de territoires avant le début de la Seconde Guerre mondiale.
L'acte dit « traité d'adhésion de la République de Crimée à la Russie » a été signé le même jour par Vladimir Poutine et par les autorités autoproclamées de la « république de Crimée », rattachant la République indépendante de Crimée à la Fédération de Russie en tant que deux sujets fédéraux : la République de Crimée et la ville fédérale de Sébastopol. 

### Réactions internationales
Le Premier ministre britannique, David Cameron, a déclaré : « Les mesures prises aujourd'hui par le président Poutine pour tenter d'annexer la Crimée à la Russie constituent une violation flagrante du droit international et envoient un message glaçant à tout le continent européen. La Russie sera confrontée à des conséquences plus graves et j'encouragerai les dirigeants européens à adopter de nouvelles mesures européennes. »,.

## Version russe

### « Sniper » prétendu
Le 19 mars 2014, l'organisation de médias d'État russe Vesti FM, citant le gouvernement et la police de Crimée, a rapporté que les autorités avaient arrêté un « sniper » anonyme en lien avec les meurtres, un résident de Lviv âgé de 17 ans et membre de Secteur droit,. Sergey Aksyonov, se disant « dirigeant » de la Crimée, a confirmé le rapport sur Twitter. Secteur droit, un parti politique ukrainien nationaliste qui faisait l'objet d'une large couverture médiatique russe de l'Ukraine, avait précédemment déclaré le 27 février qu'il n'avait aucune intention de se rendre en Crimée.
Le lendemain, cependant, Interfax-Ukraine a rapporté que le procureur de Crimée a nié l'arrestation, son attaché de presse déclarant : « L'information sur la détention du tireur n'a pas été confirmée. C'est faux. Malheureusement, personne n'a encore été arrêté ».

## Participation d'Igor Girkin
Igor Girkin, le commandant des forces rebelles séparatistes pro-russes dans la guerre du Donbass en 2014, a admis dans une interview donnée le 20 novembre 2014 qu'il était responsable de l'assaut de la base. 
« Я командовал единственным подразделением крымского ополчения: рота специального назначения, которая выполняла боевые задачи. Но после боя за картографическую часть, когда двое погибло (а я этим боем командовал), рота была расформирована, люди разъезжались. »
— Igor Strelkov, Journal Zavtra, 20 novembre 2014

« Je dirigeait la seule unité de la milice de Crimée, la compagnie Spetsnaz, qui exerçait des missions de combats. Mais après le combat de la base cartographique au cours duquel deux personnes sont mortes (je commandais la bataille), la compagnie a été dissoute et ses membres se sont dispersés. »
— Journal Zavtra, 20 novembre 2014

## Pertes

### Ukraine
- Enseigne (Praporshchik) Serhiy Kokurin – tué (abattu lors d'une patrouille. Il a reçu deux balles de calibre 5,45 mm, dont une a touché le cœur)[3],[20]
- Capitaine Valentyn Fedun – blessé au cou et au bras[3]
- Soldat ukrainien non identifié – grièvement blessé à la tête après avoir reçu des coups de barre de fer[3]

### Forces d'autodéfense de Crimée
- Ruslan Kazakov[6] (volontaire russe de Nagolnyy, oblast de Volgograd, membre de la milice cosaque du Don, vétéran des première et deuxième guerres de Tchétchénie ( SOBR )) – décès [21],[22]
- Soldat Alexander Yukalo (compagnie cosaque de Simferopol Terek) - blessé par balle à la cuisse[23].
- Plusieurs autres membres non identifiés ont été blessés.